# Johann Sebastian Bach
Johann Sebastian Bach, nemški skladatelj in organist, * 21. marec 1685 (J.k.), Eisenach, Nemčija, † 28. julij 1750 (G.k.), Leipzig, Nemčija.
Johann Sebastian Bach je bil skladatelj in organist v obdobju baroka in je splošno priznan kot eden izmed najboljših skladateljev vseh časov. Njegova dela, znana po intelektualni globini, tehnični zahtevnosti in umetniški lepoti, so navdihovala skoraj vse evropske glasbenike od Mozarta do Schönberga. 
Izhajal je iz zelo muzikalne rodbine, v kateri so bili skoraj vsi skladatelji ali organisti. Živel je skromno, čeprav je dobil več priznanj. Služboval je kot dirigent in organist na več nemških dvorih in v znanih cerkvah. Uveljavljen je bil predvsem kot orgelski virtuoz, istočasno pa je delodajalca (plemiča ali cerkev) oskrboval s potrebnimi skladbami. 
V svojem dolgem in plodnem življenju je ustvaril izredno veliko skladb, od enostavnih do celovečernih oratorijev. Skladal je za vse instrumente, glasove, orkestre in vokalne zasedbe in je bil gotovo najbolj univerzalen skladatelj vseh časov. V smislu kontrapunktične invencije in instrumentacije je do popolnosti razvil slogovne značilnosti baročne glasbe, predvsem v okviru koncertov, fug, kantat in partit oziroma suit.

## Življenje
.J. S. Bach se je rodil 21. marca 1685 v Eisenachu kot najmlajši sin dvornega in mestnega glasbenika Johanna Ambrosiusa Bacha (1645-1695). Turinška družina Bach se je že takrat ponašala z dolgoletno glasbeno tradicijo. Prvi je omenjen Hans Bach (rojen okrog 1520), njemu pa sledi triinpetdeset glasbenikov, mestnih piskačev, organistov in kantorjev. J. S. Bach je sam sestavil rodoslovno drevo svoje družine, na vidno mesto je postavil svojega pradeda Veita Bacha († 1619), peka iz Wechmarja pri Gothi, spretnega lutnjarja, ki se je izselil na Madžarsko, a so ga od tam kot luteranca spet izgnali.
Pri učenju glasbe ga je poleg očeta podpirala tudi njegova mati Elizabeta, rojena Lämmerhirt, krznarjeva hči iz Erfurta. Toda starši mu niso mogli dolgo pomagati, kajti z devetimi leti je izgubil mater in kmalu nato še očeta. V rejo ga je vzel njegov starejši brat Johan Christoph, organist v Ohrdrufu. Pri njem se je dodobra spoznal s Pachelbelovimi orgelskimi skladbami. Od 1700 je obiskoval latinsko gimnazijo v Lüneburgu, kjer sta nanj vplivala organista Georg Böhm in John Jakob Loewe.
Pri osemnajstih letih je že izobražen organist, čembalist in violinist, sprejel prvo službo v Weimarju pri princu Johanu Ernstu ІІ. To je bilo njegovo prvo ustvarjalno obdobje.
Čeprav se je zaposlil kot violinist, so ga bolj pritegnile orgle, tako da je še istega leta postal organist v Arnstadtu. Oktobra 1705 je odšel na enomesečni študijski dopust v Lübeck, kjer je veliki orglarski mojster, oseminšestdesetletni Dietrich Buxtehude (1637-1707) prirejal daleč naokoli znane »glasbene večere«. Dvajsetletnega Bacha je tako navdušil, da je podaljšal svoj dopust. Uvedel ga je v skrivnosti severnonemških fantastičnih toccat in koralnih prediger. Morda je imel celo največji vpliv na Bachovo muziciranje in ustvarjanje.
Ko se je februarja 1706 vrnil v Arnstadt, so ga grajali zaradi prekoračitve dopusta, še bolj pa zaradi novega stilnega pristopa v njegovih kompozicijah. Kritiki tedanjega časa so dejali da je Bach pod vplivom Buxtehudeja »v koralu ustvarjal čudne variacije in primešal mnogo tujih tonov, ob tem, da je v božji hiši spotakljivo muziciral«. S takimi očitki se je Bach težko sprijaznil, zato je ob prvi priliki sprejel mesto organista v cerkvi Svetega Blaža v Mühlhausnu. Tam se je leta 1707 poročil s svojo sestrično v drugem kolenu Marijo Barbaro Bach, ki mu je rodila sedem otrok.
Trije so zgodaj umrli, najstarejša sinova Wilhelm Friedemann in Philipp Emanuel, pa sta postala slavna skladatelja in naslednika svojega očeta. 
Leta 1717 se je zaposlil pri knezu Leopoldu Anhaltskem v Köthenu kot dvorni kapelnik. Knez je bil velik ljubitelj umetnosti, predvsem posvetne glasbe (ker je bil dvor reformiran, Bach skoraj ni pisal cerkvene glasbe), in postala sta velika prijatelja. Köthensko obdobje je eno srečnejših v Bachovem življenju. Na voljo je imel kapelni orkester z osemnajstimi dvornimi glasbeniki. Zanj je napisal največja instrumentalna dela, predvsem »šest Brandenburških koncertov«. V tem obdobju so nastale tudi klavirske skladbe za sina Wilhelma Fridermanna »Clavier-Büchlein« (Klavirska knjižica) ter prvi del »Dobro uglašenega klavirja«.
Srečo je nenadoma prekinila ženina smrt. Ker so otroci potrebovali mater, postavni J. S. Bach pa ženo, se je leta 1721 poročil s trobentačevo hčerko Anno Magdaleno Wilcken, ki je bila zelo muzikalna, sposobna čembalistka in pevka predvsem pa ljubeča mati (tudi otrokom iz prvega zakona). V skoraj tridesetletnem zakonu je rodila trinajst otrok, devet jih je umrlo že v rosni mladosti, oba najmlajša sinova, Johann Christoph Friderick in Johann Christian pa sta - kot oba starejša brata - še danes cenjena skladatelja. 
Istega leta kot Bach se je poročil tudi njegov delodajalec Leopold. Najbrž je nova kneginja razdrla prijateljstvo med glasbenikom in knezom. Povrh pa je še zelo pogrešal orgle in cerkveno glasbo. Leta 1723 je nastopil novo službo. Knez ga je sicer nerad odpustil, toda razšla sta se prijateljsko. Začelo se je tretje najbogatejše obdobje, krona Bachovega življenja. Postal je kantor v cerkvi svetega Tomaža v Leipzigu. Leipzig je bil tedaj bogato in cvetoče mesto, nemško velesejemsko središče z univerzo in sedežem najpomembnejših tiskarn in založb, skratka zelo kulturno okolje, ki je s svojimi 30.000 prebivalci predstavljalo velemesto v primerjavi s köthenskim dvorom. Toda Bach se je dolgo obotavljal, preden je sprejel to službo. Ni se mu zdelo »dostojno, da bi iz kapelnika postal kantor«, je zapisal. Tudi plača 700 tolarjev je bila v velikem mestu precej skromna, dolžnosti pa številne. Kot »director musice« je moral v mestnih cerkvah ob nedeljah skrbeti za glasbo, poučevati učence tudi latinščino in opravljati nadvse nadležna nadzorstva. Toda velike možnosti za muziciranje so to izravnale.
V Leipzigu je izvedel svoje veličastne pasijone (v celoti sta se ohranila »Janezov« in »Matejev«), motete in večino izmed svojih 300 kantat (kantate so bile tedaj zelo popularna glasbena oblika: naročali so jih ob rojstvih, porokah in smrtih). Nekatere izmed najboljših kantat je Bach napisal po naročilu. V tem obdobju je ustvaril drugi del »Dobro uglašenega klavirja«, »Božični oratorij«, »Glasbeno žrtev« in »Umetnost fuge«.
Leta 1749, ga je zadela kap, odpovedal mu je vid, dve ponesrečeni »operaciji« angleškega zdravnika Johna Taylorja pa sta ga povsem oslepili. 28. julija 1750 je slep in paraliziran preminil v Leipzigu.

## Pomen Bachove glasbe
Poleg Händla predstavlja Bach izjemno glasbeno osebnost ob koncu poznega baroka. Združil je stoletja star razvoj zahodne glasbene kulture. Veličina njegovega ustvarjanja ni v »novih« glasbenih oblikah, marveč v enkratnem izčrpanju tradicionalnih oblik. Skomponiral je za celo knjižnico glasbe, ki ji ni primere ne po razsežnosti in še manj po umetniški vrednosti. Bachovo delo je bilo po njegovi smrti v široki javnosti docela pozabljeno. Spomin nanj je živel samo v krogu njegovih sinov, učencev in posameznih poznavalcev. 
Odkrivati so ga začeli šele po letu 1802, ko je nemški muzikolog Forkel objavil njegov življenjepis. »Ob tem vzvišenem geniju« je napisal, »tem kralju nemških in tujih glasbenikov, so vsi pritlikavci.« Ko je leta 1829 komaj dvajsetletni Felix Mendellsohn dirigiral Berlinski pevski akademiji pri izvedbi »Pasijona po Mateju«, se je svet končno zavedel njegovega genija. Leta 1833 je izvedba »Pasijona po Janezu« še stopnjevala to zavest in ga naredila nesmrtnega. Ob stoletnici smrti (1850) se je Bachova družba lotila popolne kritične izdaje vseh njegovih del in več kot deset urednikov je delalo petdeset let, da je pregledalo vse, kar je zapisal Bach (vsi njegovi rokopisi niso ohranjeni), v času njegovega opešanega vida so večino partitur zapisali Anna Magdalena, Wilhelm in drugi sinovi.

## Glasbene datoteke
- Imate z zagonom datotek težave? Poskusite si pomagati s pomočjo za predstavnostno gradivo.